# Xã Bourbon, Quận Marshall, Indiana
Xã Bourbon (tiếng Anh: Bourbon Township) là một xã thuộc quận Marshall, tiểu bang Indiana, Hoa Kỳ. Năm 2010, dân số của xã này là 3.152 người.